# Pylaisia camurifolia
Pylaisia camurifolia là một loài Rêu trong họ Hypnaceae. Loài này được (Mitt.) A. Jaeger miêu tả khoa học đầu tiên năm 1878.